# کولونگا پیشچاتس ای
کولونگا پیشچاتس ای (به لهستانی:  Kolonia Piszczac I) یک روستا در لهستان است که در گمینا پیشچاتس واقع شده‌است.
 کولونگا پیشچاتس ای  ۱۶۰ نفر جمعیت دارد.